# Amphiglossus punctatus
Amphiglossus punctatus är en ödleart som beskrevs av  Christopher John Raxworthy och NUSSBAUM 1993. Amphiglossus punctatus ingår i släktet Amphiglossus och familjen skinkar. IUCN kategoriserar arten globalt som livskraftig.
Artens utbredningsområde är Madagaskar. Inga underarter finns listade i Catalogue of Life.

## Bildgalleri

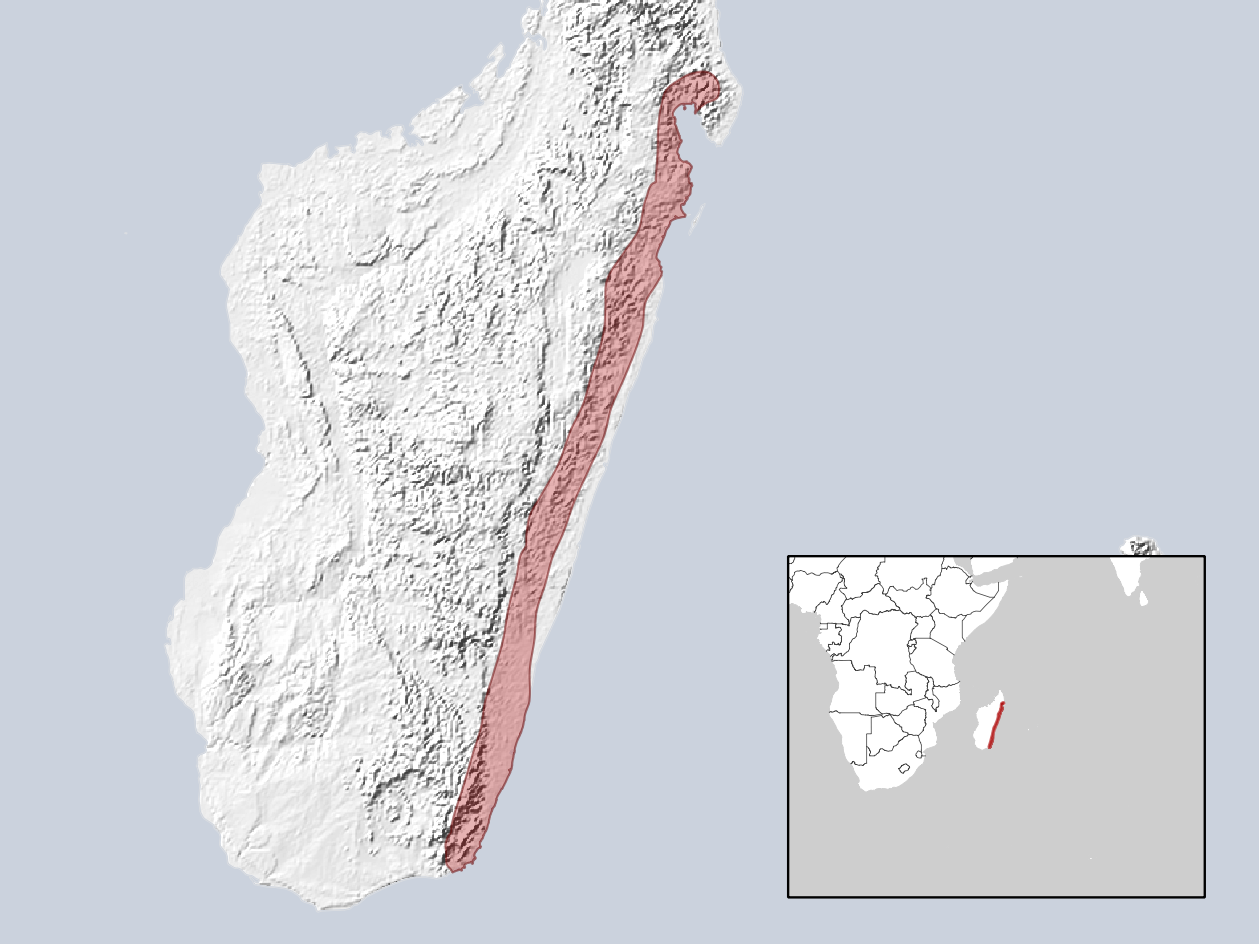